# Amministrazione militare sovietica in Germania

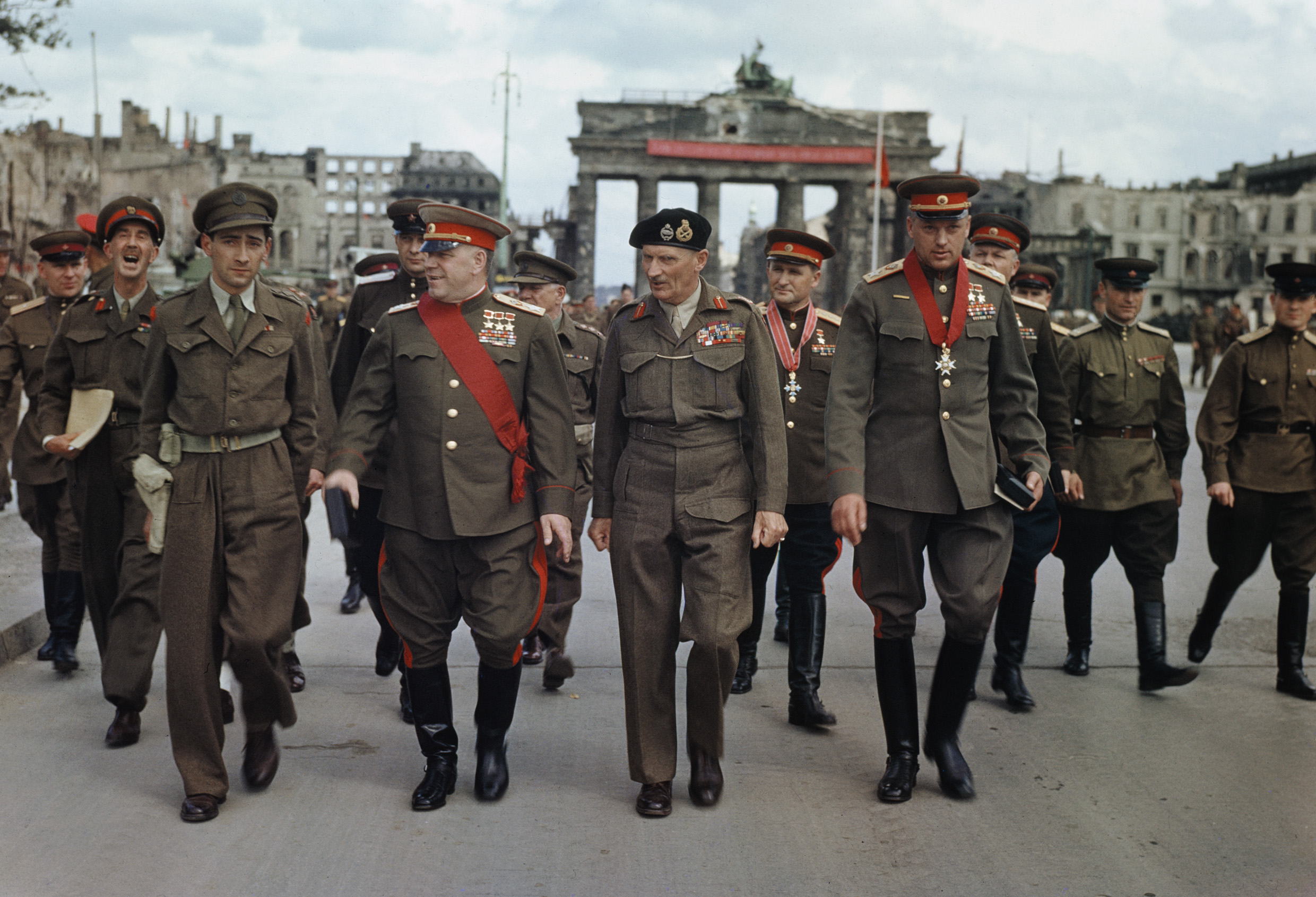
Il comandante in capo della SVAG nonché maresciallo dell'URSS Georgij Žukov (identificabile dalla fascia rossa) e il primo vice capo della SVAG, generale dell'esercito V. D. Sokolovskij (in secondo piano). Berlino, 12 luglio 1945

L'Amministrazione militare sovietica in Germania (in russo Советская военная администрация в Германии, СВАГ?, Sovetskaja voennaja administracija v Germanii, SVAG; in tedesco Sowjetische Militäradministration in Deutschland, SMAD) è stato il governo militare sovietico, con sede a Berlino-Karlshorst, che controllò direttamente la Zona di occupazione sovietica della Germania dalla resa nel maggio 1945 fino a dopo l'istituzione della Repubblica Democratica Tedesca (RDT) nell'ottobre del 1949.
Secondo quanto stabilito dagli accordi di Potsdam nel 1945, alla SMAD fu assegnata la porzione orientale dell'attuale Germania, formata per la maggior parte dalla Prussia centrale. La Prussia fu sciolta dagli Alleati nel 1947 e la sua area fu suddivisa tra i diversi stati tedeschi (Länder). I territori tedeschi a est della Linea Oder-Neiße furono annessi dall'Unione Sovietica o ceduti alla Polonia (Territori recuperati) e i tedeschi che vivevano in quelle aree furono trasferiti conservando quasi tutte le loro proprietà, nelle zone americane, britanniche o sovietiche.

## Storia

### Nascita dell'Amministrazione sovietica

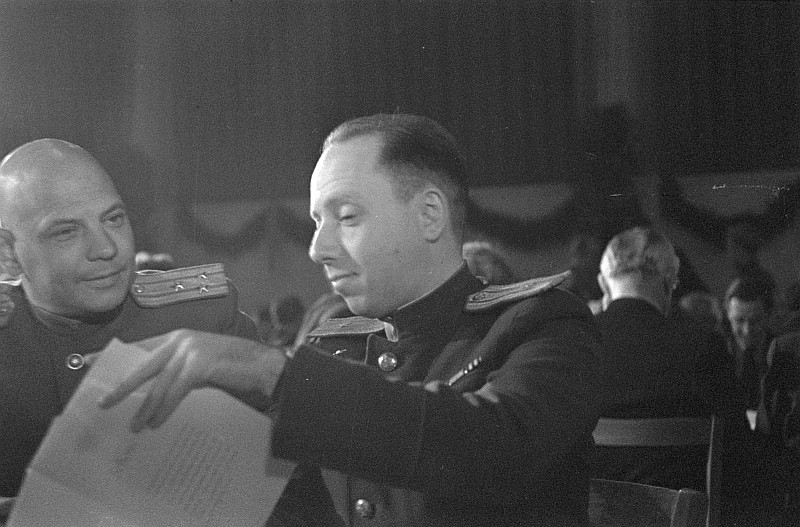
Maggiore colonnello S. I. Tjul'panov, capo dell'ufficio SVAG della propaganda, con A. L. Dymšic, capo del dipartimento sovietico della cultura e della propaganda dell'Unione Sovietica. Berlino, 17 maggio 1946

Il 2 maggio 1945, il Comitato di Difesa dello Stato emanò il decreto n. 8377ss “Sulla nomina e le funzioni del NKVD autorizzato - Vice comandanti del Fronte di gestione degli affari civili in Germania" (O naznačenii i objazannostjach upolnomočennych NKVD — zam. komandujuščich frontami po upravleniju graždanskimi delami na territorii Germanii). Con questo decreto, i rappresentanti dell'NKVD sul fronte (Serov sul I fronte bielorusso, L. F. Canava sul II fronte bielorusso e P. J. Mešik sul I fronte ucraino) divennero vice comandanti dei corrispondenti fronti per la gestione degli affari civili in Germania. Pertanto, l'NKVD prese effettivamente il controllo della ZOS e fu autorizzato a supervisionare la nomina dei sindaci tedeschi, capi di polizia, pubblici ministeri e giudici. La selezione e la formazione del personale tedesco veniva svolto dall'Ufficio per il lavoro antifascista (VII Direzione) della direzione politica principale dell'Armata Rossa e dal VII dipartimento delle direzioni politiche dei fronti. Già tra la fine di aprile e l'inizio di maggio del 1945, venivano preparati i quadri e stilati i requisiti per i futuri sindaci.
Il 6 giugno 1945, con una risoluzione del Sovnarkom, fu stabilita ufficialmente l'Amministrazione militare nella ZOS sotto la guida di Georgij Žukov. Allo stesso tempo, Serov ricoprì le cariche di vice capo del Consiglio supremo per l'amministrazione civile e di commissario dell'NKVD in Germania. Inizialmente, l'amministrazione era situata nella tenuta di Holzdorf vicino a Weimar precedentemente di proprietà di Otto Krebs, un produttore di boiler e collezionista tedesco membro del Partito Nazista. Quando vi fu stabilita la sede, i sovietici scoprirono un deposito con un numero significativo di opere d'arte (principalmente dipinti di impressionisti francesi), che furono requisite e inviate all'Ermitage di Leningrado.
Il 20 aprile 1945, Iosif Stalin ordinò la creazione di un'amministrazione nella zona di occupazione sovietica della Germania (a ovest della linea Oder-Neisse) da porre sotto il controllo delle autorità militari dell'URSS. Nel giorno successivo, Il Partito Comunista di Germania (KPD) e il Partito Socialdemocratico Tedesco (SPD) si fusero nel Partito Socialista Unificato di Germania (SED). 
Nel 1945, fu attuata la riforma agraria nel territorio della ZOS con la quale le proprietà terriere superiori ai 100 ettari furono divise tra i contadini. Nell'autunno del 1945 fu introdotta la confisca dei prodotti agricoli.
A partire dal 9 luglio 1946, con l'ordine n. 5 emanato da Žukov, i comandanti dell'esercito furono nominati come capi della SVAG per le terre e furono scelti i deputati per gli affari civili. Nella prima metà di luglio, Žukov esaminò e approvò le candidature dei presidenti tedeschi e dei vicepresidenti delle terre e delle province.
La SVAG avviò una serie di riforme economiche che portarono alla nazionalizzazione di banche e industrie e alla confisca dei terreni agli ex latifondisti nazisti; organizzò inoltre l'esportazione di attrezzature industriali tedesche verso l'URSS come riparazione. 
Le autorità d'occupazione sovietiche usarono attivamente i comunisti tedeschi. Nel marzo del 1945, i capi del dipartimento di informazione internazionale del Comitato centrale del Partito comunista bolscevico Georgi Dimitrov e A. S. Panjuškin inviarono una nota al Segretario Georgij Malenkov, sulla necessità di creare degli "organi di assistenza" dell'Armata Rossa nei territori tedeschi occupati, guidati "dai lavoratori più affidabili e forti tra i comunisti tedeschi". Alla fine di aprile del 1945, giunsero in Germania da Mosca tre gruppi del Comitato Centrale del Partito Comunista di Germania (KPD), il cui lavoro fu coordinato da Walter Ulbricht, divenuto noto come "Ufficio di Ulbricht". Nei giorni seguenti, arrivarono in Germania gruppi di 100 persone o più formati da emigranti politici tedeschi, prigionieri di guerra antifascisti e figure del Comitato Nazionale della Germania Libera, che avevano ricevuto una formazione politica in Unione Sovietica.

### Elezioni locali
Nell'estate del 1946, la SVAG incominciò a prepararsi per le elezioni delle autorità locali. Allo stesso tempo, il capo della marina, V. D. Sokolovskij sostituì Žukov e, nel suo ordine emanato il 18 giugno 1946, scrisse riguardo alla necessità di "creare le condizioni per la vittoria del SED" e definì come compito principale della SVAG quello del "rafforzamento organizzativo e politico del SED". Sokolovskij scrisse apertamente che i risultati delle elezioni "saranno considerati soddisfacenti solo se daranno la vittoria al SED come il partito dal quale dipende la democratizzazione della Germania".
Tuttavia, l'Amministrazione sovietica fu posta sotto pressione dalle altre forze alleate riguardo l'instaurazione di un governo democraticamente eletto nella ZOS: tra gennaio e maggio del 1946, gli Stati Uniti d'America avevano già organizzato le elezioni costituzionali nella loro zona di occupazione di Berlino e l'URSS non voleva incrinare i rapporti con gli Alleati. Allo stesso tempo, la SVAG voleva garantire i risarcimenti tedeschi verso l'Unione Sovietica e molti di questi provenivano dalle zone di occupazioni occidentali. Inoltre, il governo locale aveva intenzione di legittimare il ruolo del Partito di Unità Socialista davanti agli occhi delle potenze occidentali e della stessa popolazione della ZOS.
La SVAG ebbe quindi il compito di far vincere il SED tramite delle elezioni democratiche con il voto segreto. Tjul'panov guidò la propaganda politica del SED promuovendone i programmi nei vari Länder e cercando di ottenere il consenso popolare tramite politiche e promesse mirate. La SVAG introdusse riforme che furono poi fatte sostenere dal Partito di Unità Socialista nella sua campagna elettorale e cercò di stanziare e fondi e risorse per il SED. Il 18 giugno, Sokolov fissò la data per le prime elezioni e diede ulteriori istruzioni all'Amministrazione sovietica, facendo leva soprattutto sulle donne e i giovani attraverso le scuole e le organizzazioni come la Libera Gioventù Tedesca.
Nonostante un iniziale pessimismo da parte del governo centrale sovietico, il 15 settembre 1946 le elezioni del Landtag del Brandeburgo furono vinte dal SED con il 59,8% delle preferenze, poiché gli organi della SVAG "sono riusciti a impedire al 33% delle comunità di presentare i partiti borghesi". Alle elezioni dei Gemeinde e dei Kreis, il SED ottenne rispettivamente il 57,2% e il 51,1% dei voti o la maggioranza assoluta, e nelle elezioni dei Landtag ottenne il 47,6%.
Il 20 ottobre 1946, furono organizzate le ultime tornate elettorali locali nella zona di occupazione sovietica: Il SED ottenne circa il 50% dei voti ma, nelle elezioni per i consigli delle città e del distretto di Berlino, riuscì a ottenere solo il 19,8% dei voti, mentre l'SDP vinse con il 48,7% (seguito dal CDU con il 22,1% e il LDP con il 9,4%).
Le elezioni successive, che si sarebbero tenute nel 1948, furono rinviate all'autunno del 1949. Dall'ottobre 1948 fu vietato importare qualsiasi letteratura e periodici nella zona di occupazione sovietica.

### Transizione verso la Repubblica Democratica Tedesca

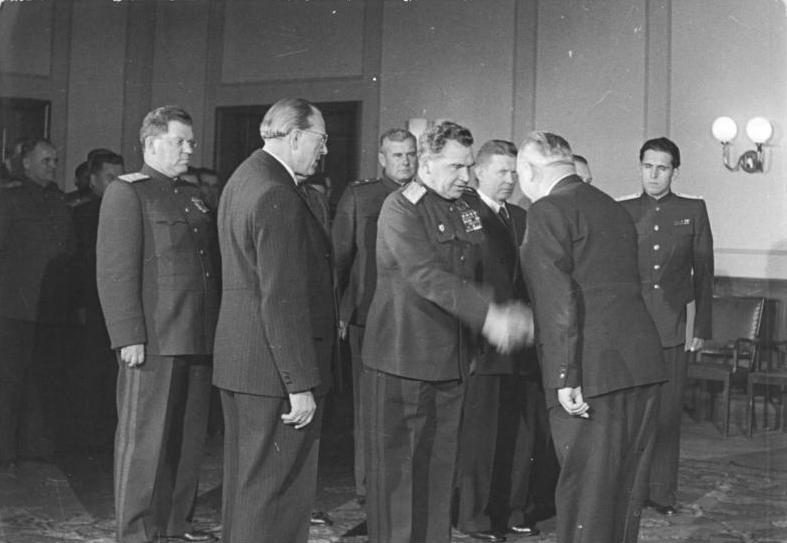
Čujkov conferisce l'autorità legale nella ZOS al ministro della giustizia della RDT Max Fencher, 11 novembre 1949.

Nell'ottobre 1946, a causa della scarsità di cibo nell'URSS, Serov inviò a Lavrentij Berija una nota in cui proponeva di inviare verso la madrepatria le derrate alimentari "in eccesso" presenti nella zona di occupazione sovietica. Tale proposta fu successivamente approvata da Stalin stesso, ma influì negativamente sulla già scarsa offerta disponibile per la popolazione tedesca. Ciò portò a un diffuso malcontento e complicò il lavoro dell'autogoverno tedesco.
Successivamente all'introduzione del nuovo marco tedesco nella Germania occidentale da parte degli USA, il governo sovietico impose il blocco di Berlino il 24 giugno 1948 e fece pressioni affinché gli altri Alleati abbandonassero le loro pretese sull'area occidentale della capitale tedesca. Gli Stati Uniti, il Regno Unito e la Francia organizzarono quindi un ponte aereo per Berlino che continuò fino al 30 settembre del 1949, tre mesi dopo lo sblocco da parte dell'URSS avvenuto il 12 maggio.
Il 10 ottobre 1949, nella periferia di Berlino Karlshorst, il comandante dell'Amministrazione militare sovietica e generale dell'esercito Vasilij Čuikov trasferì, a nome del governo dell'URSS, le funzioni di controllo nella Zona di occupazione sovietica a Otto Grotewohl, primo presidente del Consiglio dei ministri della Repubblica Democratica Tedesca.
La SVAG cessò di esistere nell'ottobre 1949, dopo la proclamazione della RDT, e al suo posto si costituì la Commissione di controllo sovietica in Germania (in russo Советская контрольная комиссия в Германии, СКК?, Sovetskaja kontrol’naja komissija v Germanii, SKK; in tedesco Sowjetische Kontrollkommission).

## Organizzazione

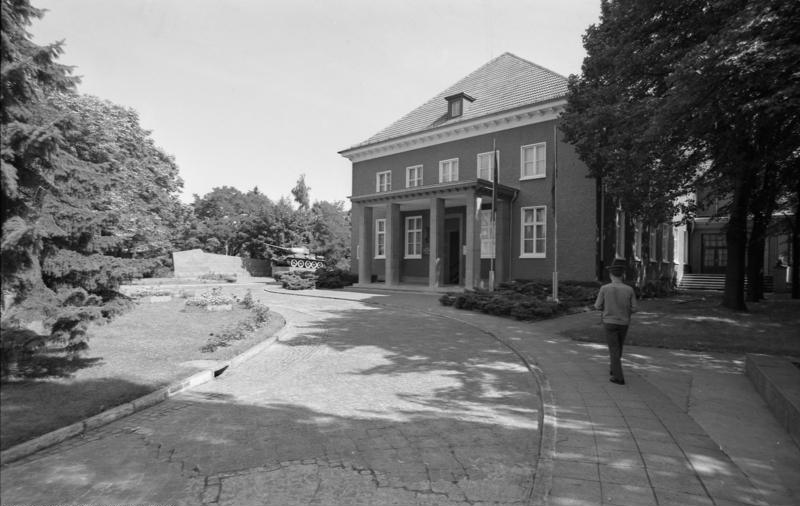
La residenza del direttore generale della SVAG (giugno 1945 - ottobre 1949), ora sede del Museo tedesco-russo "Berlin-Karlshorst"

Con il decreto n. 1326/301 del Sovnarkom dell'URSS "Sull'organizzazione dell'amministrazione militare sovietica per gestire la zona di occupazione sovietica in Germania", emanato il 6 giugno 1945:
- Il Maresciallo dell'Unione Sovietica Georgij Žukov fu nominato capo della SMAG[9]
- il generale dell'esercito V. D. Sokolovskij divenne il primo Vice capo dell'amministrazione militare[10]
- Il Commissario per la sicurezza dello Stato di 2º grado I. A. Serov fu nominato Vice capo di stato per l'amministrazione civile[11][12]
- Il colonnello generale V. V. Kurasov divenne il capo di stato maggiore della SMAG.[13]

Il maggior generale del servizio di quartiermastro S. I. Šabalin fu nominato Vice capo e Capo del Dipartimento Economico, mentre Sokolovskij comandò il Gruppo di forze sovietiche in Germania.
L'ultimo capo dell'Amministrazione militare sovietica in Germania (marzo - ottobre 1949) è stato Vasilij Čujkov.

### Struttura

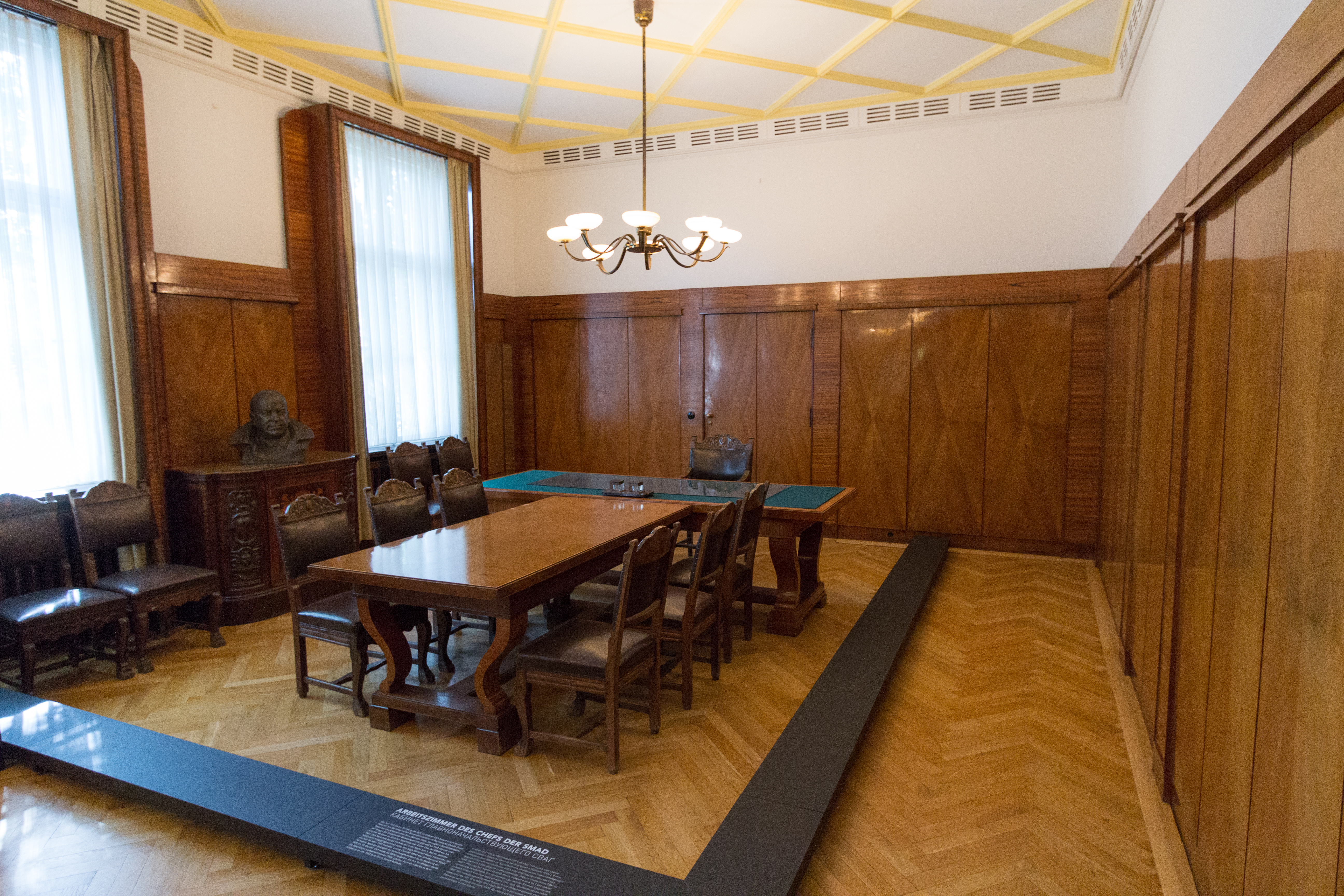
Gabinetto del direttore generale.

Il decreto del Sovnarkom dell'URSS del 6 giugno 1945 prevedeva la seguente struttura della SVAG:
1. Sede centrale
2. Ufficio del coprifuoco
3. Dipartimento militare
4. Dipartimento navale
5. Divisione dell'aeronautica
6. Dipartimento politico
7. Dipartimento industriale
8. Dipartimento agricolo
9. Dipartimento del commercio e della fornitura
10. Dipartimento dei trasporti
11. Reparto carburante
12. Dipartimento finanziario
13. Dipartimento della comunicazione
14. Dipartimento dell'Interno
15. Dipartimento dell'educazione popolare
16. Dipartimento della salute
17. Dipartimento delle leggi
18. Dipartimento della forza lavoro
19. Dipartimento del rimpatrio
20. Dipartimento delle riparazioni e del rifornimento

La struttura degli organi della SVAG riproduceva generalmente la struttura tipica del governo centrale. Comprendeva 5 dipartimenti dell'amministrazione militare sovietica nelle provincie e nei Länder (Turingia, Sassonia, Sassonia-Anhalt, Meclemburgo e Brandeburgo), nonché l'Ufficio del comandante militare del settore sovietico di Berlino che, a sua volta, controllava i comandanti militari del distretto e della città. Data la natura provvisoria, la struttura organizzativa della SVAG, delineata dal decreto del SNK del 6 giugno 1945, fu cambiata più di una volta.

## Politica
Un decreto del 10 giugno 1945 permise la formazione di partiti politici antifascisti e democratici e indisse le elezioni per ottobre 1946. In luglio fu formata una coalizione di quattro partiti, ovvero il Partito Comunista di Germania (KPD), il Partito Socialdemocratico di Germania (SPD), l'Unione Cristiano-Democratica di Germania (CDU) e il Partito Liberal-Democratico di Germania. Questa coalizione fu nota come "Blocco Democratico", in seguito Fronte Nazionale. In aprile 1946 il KPD e l'SPD si unirono sotto pressione sovietica nel Partito Socialista Unificato di Germania (Sozialistische Einheitspartei Deutschlands – SED). Alle elezioni di ottobre 1946, il SED vinse negli stati della Germania Est, ma perse a Berlino a favore del locale SPD, che in quella zona non si era unito al KPD.
In maggio 1949, quando si cominciò a formare il governo della Repubblica Federale Tedesca, nella zona di occupazione sovietica fu eletto il Congresso del Popolo Tedesco (Deutscher Volkskongreß). Nonostante ciò, le uniche opzioni che i votanti ebbero furono approvare o rifiutare le "liste unite" di candidati pre-selezionati dai vari partiti, per la maggior parte comunisti.
In novembre 1948, la Commissione economica tedesca (Deutsche Wirtschaftskommission – DWK) assunse l'autorità amministrativa nella Germania Est sotto supervisione sovietica. Il 7 ottobre 1949, il Congresso del popolo tedesco creò un governo provvisorio e istituì la Repubblica Democratica Tedesca con Wilhelm Pieck come primo presidente. Il 5 novembre 1949, la SMAD fu abolita e sostituita dalla Commissione di controllo del popolo (Sowjetische Kontrolkommission – SKK). Nonostante ciò l'SKK non delegò ufficialmente le responsabilità amministrative al governo della RDT fino all'11 novembre 1949.

## Ruolo della SMAD
Lo scopo principale della SMAD era di mantenere l'unità della Germania. Doveva anche gestire i rifugiati, ad esempio quelli trasferiti dalla Polonia, i senzatetto e gli ex-soldati tedeschi. Le risorse erano poche e l'economia necessitava di un rilancio dalla produzione del tempo di guerra a quella della pace. Nonostante ciò, i sovietici erano anche interessati al proprio benessere e smontarono intere fabbriche e linee ferroviarie per riassemblarle nell'URRS.
Nel tardo 1945 una riforma dei terreni confiscò la terra dei nobili tedeschi (Junker), affinché fosse assegnata ai piccoli contadini e ai braccianti agricoli senza terra. Nello stesso anno furono nazionalizzate le banche. Nel 1946 una riforma dell'educazione stabilì la separazione tra chiesa e stato nelle scuole elementari e le industrie pesanti furono nazionalizzate sotto la parvenza di confisca delle proprietà dei criminali di guerra nazisti.
La SMAD organizzò 10 Campi speciali NKVD per la detenzione dei tedeschi, usando alcuni precedenti campi di concentramento nazisti.